# Diplexor
|  | No s'ha de confondre amb Duplexor. |

Un diplexor és un dispositiu passiu que realitza multiplexació en el domini de la freqüència. Dos ports (p. ex., L i H) són multiplexats a un tercer port (p. ex., S). Els senyals en els ports L i H ocupen bandes de freqüència disjuntes. Per tant, els senyals a L i H poden coexistir en el port S sense interferir amb l'altre.
Típicament, el senyal en el port L ocuparà una sola banda de freqüència baixa i el senyal en el port H ocuparà una banda de freqüència més alta. En aquesta situació, el diplexor consta d'un filtre passa-baixes que connecta els ports L i S i un filtre passa-altes que connecta els ports H i S. Idealment, tota la potència de senyal de banda baixa en el port L està transferida al port S i viceversa i tota la potència de senyal de banda alta en el port H és transferida al port S i viceversa. Idealment, la separació dels senyals és completa. Cap senyal de banda baixa és transferida del port L al port H. En realitat, alguna potència es perdrà i alguna potència de senyal es filtrarà al port incorrecte.

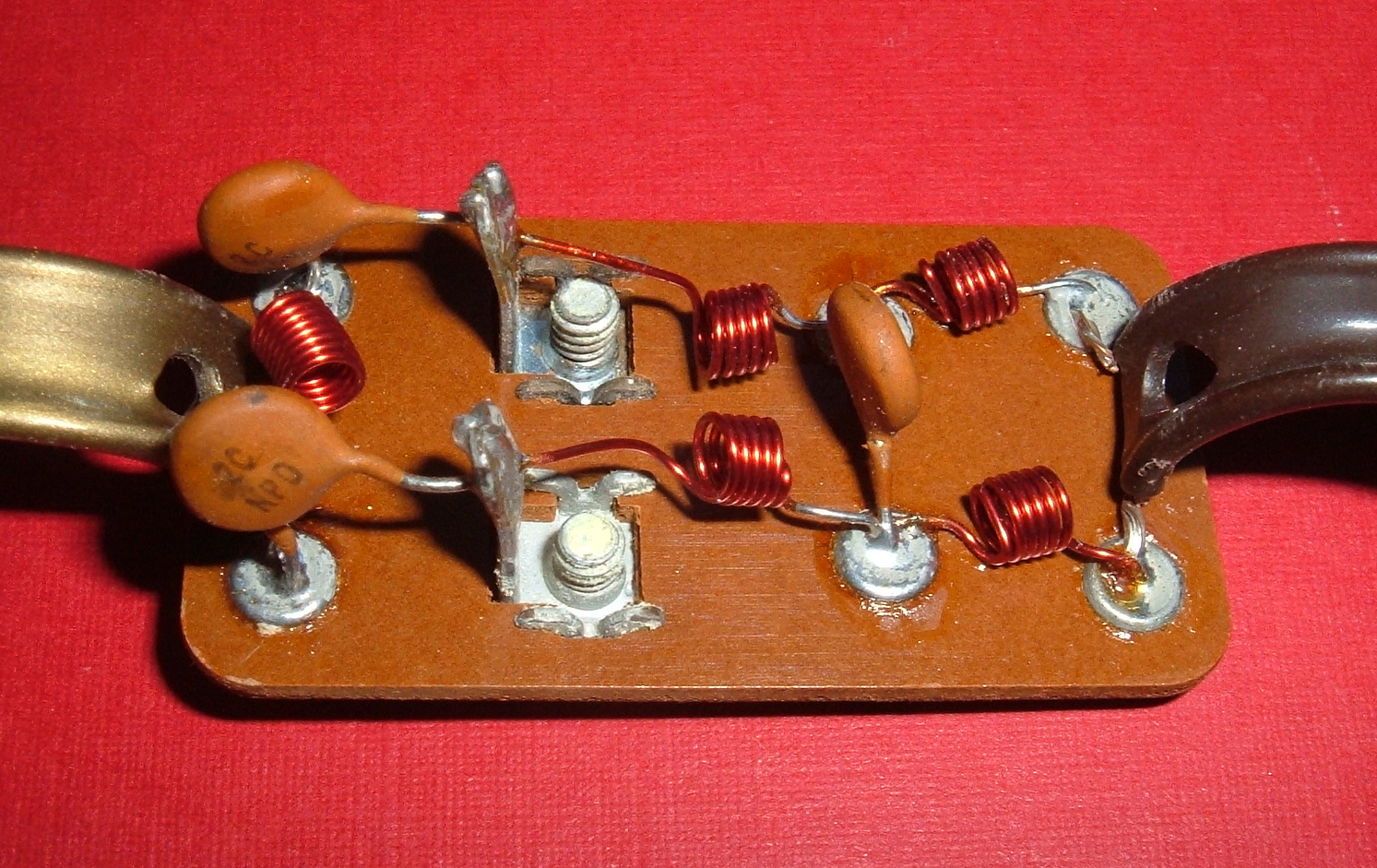
Diplexor televisiu que consta d'un filtre passa-altes (esquerre) i un filtre passa-baixes (correcte). El cable d'antena està connectat a la part posterior als terminals de cargol a l'esquerra del centre.

El diplexor, sent un dispositiu passiu, és normalment recíproc: el dispositiu en si mateix no té una noció d'entrada o de sortida. No obstant això, diplexors mal dissenyats poden tenir impedància que difereix en diversos ports, així que no s'ha d'assumir que qualsevol d'aquests dispositius és completament recíproc, tret que estigui dit o la pèrdua de retorn mesurada.
El diplexor és un dispositiu diferent a un combinador o divisor passiu. Els ports d'un diplexor tenen selecció de freqüència, mentre que els ports d'un combinador no. Hi ha també una diferència "de pèrdua" de potència - un combinador pren tot la potència que arriba al port S i la divideix de manera equitativa entre els ports A i B. En canvi, el diplexor no.
Una freqüència de diplexor multiplexa dos ports a un port, però més de dos ports poden ser multiplexados. Un tri-port a només un port multiplexor és conegut com a triplexor, i un port de quatre a un port és un quadplexor o quadruplexor.
Un típic diplexor pot tenir al voltant 30 dB d'aïllament entre els seus ports L i H. Aquest aïllament és suficient per a moltes aplicacions, però és insuficient per permetre transmissió i recepció simultànies en una antena. Si el transmissor emetés 100 W, llavors 1 W d'aquest senyal apareixeria en el receptor; aquest 1 W pot ser bastanta potència per sobrecarregar el receptor. Els diplexores dissenyats per a transmissió i recepció simultànies tenen requisits més rigorosos d'aïllament i són coneguts com a duplexors.

## Usos comuns
Un diplexor permet a dos dispositius diferents compartir un canal de comunicacions comú. Típicament, el canal és un cable coaxial llarg i un diplexor és sovint utilitzat en tots dos extrems del cable coaxial. El pla és factible si els dos dispositius operen en freqüències diferents i és econòmicament viable si els diplexores costen menys que utilitzar un segon cable.
Els diplexores són típicament utilitzats amb transmissors o auriculars radiofònics en diferents, i àmpliament separades, bandes de freqüència. Una sola torre radiofònica en una ciutat podria tenir una antena de departament policial a 460 MHz i una antena de departament de bombers a 156 MHz. Un diplexor en la part superior combina els dos senyals d'antena a la línia d'alimentació coaxial única i un segon diplexor idèntic dins l'edifici separa els senyals de la línia d'alimentació cap als despatxos. Alguns diplexores suporten fins a quatre antenes o ràdios que treballen en bandes radiofòniques diferents.
Els diplexors són també comunament utilitzats on una antena de multibanda és utilitzada en una torre, amb una línia d'alimentació comuna. El diplexor partirà les dues bandes dins l'edifici (com els sistemes VHF i UHF combinats amb un diplexor a una antena comuna).

## Aplicacions industrials
La diplexació s'utilitza per prevenir la intermodulació i mantenir la potència reflectida (VSWR) a un mínim per a cada entrada del transmissor i de la freqüència. Encara que els diplexors poden combinar una amplada de banda relativament alta, la principal limitació és l'antena en si, que ha de ser prou ampla per acceptar tots els senyals que passen a través d'ella, i la transferència a l'aire de manera eficient.
Normalment, amb una antena de multibanda, les freqüències en ús donaran una estranya relació harmònica per a cadascuna de les altres per prendre avantatge de ressonàncies harmòniques naturals (tals com 145/435MHz), fent una molt eficient antena de multibanda. En altres casos, paranys sintonitzats seran utilitzats, la qual cosa és menys eficient i generalment no és una tècnica utilitzada en la banda de VHF/UHF.
Altres grans transmissors UHF-VHF usen diplexors. El nombre de transmissors que pot compartir una antena està restringit per l'espaiament de les seves bandes de freqüència. Els transmissors de les freqüències les quals estan massa juntes no poden ser combinats amb èxit per un diplexor.
Els diplexors també s'utilitzen en estacions de radiodifusió d'ona mitjana. No obstant això, el seu ús no és tan comú en aquest rang de freqüència a causa que la corresponent longitud d'ona varia molt més a través de l'ona mitjana de la banda que a través de la banda d'FM i, per tant, és més factible l'ús d'una antena separada per a cada freqüència: els llocs de transmissió d'ona mitjana generalment transmeten només d'una a quatre freqüències, mentre que els llocs de radiodifusió FM sovint utilitzen quatre o més freqüències.
Els diplexors poden ser utilitzats com un dispositiu de còpia de seguretat. Un exemple és el treball de manteniment en una antena d'un lloc de transmissió d'ona mitjana que té dues antenes que transmeten en dues freqüències. Llavors, l'altra antena pot ser utilitzada per a la difusió de tots dos canals. Si no és possible la construcció d'una segona antena per al segon transmissor, a causa de les limitacions d'espai, llavors, el diplexor s'utilitza de forma permanent.
En llocs de radiodifusió d'ona llarga, els diplexors normalment no s'utilitzen, ja que aquestes estacions generalment transmeten en només una freqüència. Una realització de diplexors per a estacions de radiodifusió d'ona llarga pot ser difícil, ja que la proporció d'ample de banda (9 kHz) i freqüència de transmissió és alta.
Els diplexors no s'utilitzen en transmissors VLF. En aquest rang de freqüència, la seva realització és molt difícil a causa de la molt alta tensió que es produeix en les bobines d'enorme sintonia que s'utilitzen en l'alimentació de l'antena.
Els diplexors també s'utilitzen per a aplicacions de no emissió tals com radioafició.

## Residencial
Els diplexors també s'utilitzen en la llar per permetre que una antena parabòlica de recepció directa de TV per satèl·lit i una antena de TV terrestre (canals de transmissió local) comparteixin un cable coaxial. L'antena parabòlica ocupa les freqüències altes (normalment 950 a 1450 MHz) i l'antena de TV terrestre utilitza freqüències de canal de televisió inferiors (normalment de 50 a 870 MHz). A més, el satèl·lit també aconsegueix un DC per baixar la freqüència de banda per alimentar el bloc convertidor de l'antena parabòlica i seleccionar la polarització de l'antena parabòlica (per exemple, tensió de senyalització o DiSEqC). El diplexor és útil en les llars que ja estan connectades amb un cable, ja que s'elimina la necessitat d'instal·lar un segon cable. Per tal que el diplexor treballi, el cable existent ha de ser capaç de passar les freqüències del satèl·lit amb poca pèrdua. Les antigues instal·lacions de televisió poden utilitzar un cable dielèctric sòlid RG-59, i aquest cable pot ser inadequat. El cable RG-6 s'utilitza normalment per a línies d'alimentació de satèl·lit.
En aquesta aplicació, hi hauria un diplexor al sostre, que s'uneix a l'antena parabòlica d'alimentació i l'antena de TV juntes en un sol cable coaxial. Aquest cable passaria des del sostre fins a dins de la casa. En un punt convenient, un segon diplexor dividiria els dos senyals: un senyal aniria a la TV i l'altra per l'IRD del decodificador DBS. Aquests, en general, tenen una entrada d'antena i un diplexor, de manera que el senyal de l'antena també es distribueix juntament amb el del satèl·lit.
Les instal·lacions més modernes s'enfronten a diversos problemes. Sovint, hi ha diverses antenes parabòliques que necessiten alimentar a diversos receptors o, fins i tot, receptors multicanal. Vegeu, per exemple, la distribució per només un cable.
Els diplexors també van ser utilitzats per combinar TV UHF, TV VHF i senyals d'FM en una descàrrega, que, després, poden ser dividits de nou en les seves parts components, segons requereixin.